# 小行星19980
小行星19980（19980 Barrysimon）是一颗绕太阳运转的小行星，为主小行星带小行星。该小行星于1989年11月22日发现。

## 轨道参数
小行星19980的轨道半长轴为2.3499331 UA，离心率为0.256。